# ملعب مليلية للغولف
يحتوي ملعب مليلية للغولف على ملعب مكون من 9 حفر، مصمم لتقديم تجربة للاعبين المبتدئين وذوي الخبرة. تتميز الدورة بالاختلافات في التضاريس، بما في ذلك المخابئ والبحيرات وتغيرات الارتفاع التي توفر تحديًا في كل حفرة.  

### تاريخ
تأسس ملعب مليلية للغولف في عام 2008، ويديره فريق برئاسة "إنريكي بوهركيز لوبيز دوريجا" كرئيس، و"خافيير ماتيو فيغيروا" نائبًا للرئيس، و"خوسيه أنطونيو كالديرون كاريو" سكرتيرًا.   

### خصائص الفتحة
- الحفرة 1: انحدار بمعدل 5 ضربات، مع منطقة خضراء محمية بالمخابئ.
- الحفرة 2: بار 4 انحدارًا، مع مخبأ أمامي على المنطقة الخضراء.
- الحفرة 3: مسافة قصيرة بمعدل 4 صعودًا، مع وجود مخبأين حول المنطقة الخضراء.
- الحفرة 4: Par 4 مع وجود بحيرة على اليمين بالقرب من المنطقة الخضراء.
- الحفرة 5: المعدل 4 مع دوجلج على اليمين ومخبأ على المنطقة الخضراء.
- الحفرة 6: طويلة المعدل 3، والتي تتأثر بالرياح.
- الحفرة 7: المعدل 3 صعودًا، مع صعوبة رؤية المنطقة الخضراء.
- الحفرة 8: Par 4 مع مخبأين لحماية المنطقة الخضراء.
- الحفرة 9: طويلة على قدم المساواة 3، مع منطقة خضراء ضيقة ومخبأ على اليسار.

### بطاقة المجال
| قمزة            | زوج | رأس المال الاستثماري | المنحدر | طول    |
| --------------- | --- | -------------------- | ------- | ------ |
| الأصفر (السادة) | 68  | 64.8                 | 111     | 4630 م |
| الأصفر (السادة) | 68  | 65.8                 | 116     | 4022 م |

### مرافق الممارسة
- نطاق القيادة
- وضع الأخضر

### معلومات الزائر
الدورة مفتوحة للزوار كل يوم. 
أسعار جرينفيس
- 18 حفرة
  - من الاثنين إلى الجمعة: 20 يورو
  - أيام السبت والأحد والعطلات: 25 يورو
- 9 ثقوب
  - من الاثنين إلى الجمعة: 14 يورو
  - أيام السبت والأحد والعطلات: 17 يورو

### وسائل الراحة
- كلوب هاوس
- دروس الجولف